# El viaje de Eärendel, la estrella vespertina
El viaje de Eärendel, la estrella vespertina (titulado originalmente en inglés The Voyage of Eärendel the Evening Star) es un poema del escritor británico J. R. R. Tolkien, cuya composición resultó imprescindible para el desarrollo de su futuro legendarium. Su quinta versión consta de un total de cuarenta y ocho versos y fue publicada de forma póstuma por el hijo del autor, Christopher Tolkien, en El libro de los cuentos perdidos 2, segundo volumen de la colección de libros La historia de la Tierra Media. 
Narra el viaje por el cielo del marinero Eärendel, quien más tarde sería incorporado por J. R. R. Tolkien a las historias de El Silmarillion y se convertiría definitivamente en el personaje de Eärendil.

## Composición
J. R. R. Tolkien compuso El viaje de Eärendel, la estrella vespertina en septiembre de 1914, mientras pasaba un tiempo de sus vacaciones de verano en la granja de su tía Jane, en Gedling (Nottinghamshire, Inglaterra). Desde hacía tiempo estaba interesado en el inglés antiguo y se había dedicado a leer varias obras en esta lengua, entre ellas Christ, compuesta por tres secciones, una primera y una última anónimas y una central del autor anglosajón Cynewulf. Dos líneas de la primera sección (conocida como «Christ I») le impresionaron especialmente:

Eala Earendel engla beorhtast.
Ofer middangeard monnum sended.
Salve, Earendel, el más brillante de los ángeles.
Enviado a los hombres sobre la tierra media.
—«Christ I», anónimo (versos 104-105).

Inspirado por ellas compuso El viaje de Eärendel, la estrella vespertina y, como era habitual, escribió junto al título original su traducción en anglosajón: Scipfæreld Earendeles Eferuteorran. Este título fue sustituido por Éalá Eärendel Engla Beorhtast (cuyo significado no es el mismo, sino ‘el último viaje de Eärendel’) en las siguientes versiones del poema e incluso en algunas eliminó el título en inglés moderno. La forma definitiva del poema estuvo acabada después de cinco versiones, en cada una de las cuales J. R. R. Tolkien iba incorporando los cambios realizados en la anterior.
El autor leyó el poema a los miembros de la T. C. B. S. (Tea Club and Barrovian Society), un club semisecreto que formó junto a unos amigos, y, aunque recibió buenas críticas, cuando uno de sus compañeros, G. B. Smith, le preguntó por el significado del poema, el propio J. R. R. Tolkien no sabía muy bien que responder.
Durante el invierno de 1914, en Oxford, J. R. R. Tolkien escribió un segundo poema relacionado con la figura de Eärendel, La llamada del menestral, aunque esta vez su contenido se centró en el barco del marinero.